# Carlos María Penadés
Carlos María Penadés (Montevideo, 24 de enero de 1902 - Ib., 29 de julio de 1976) fue un político uruguayo perteneciente al Partido Nacional, presidente del Consejo Nacional de Gobierno durante la licencia de Alberto Héber Usher (septiembre de 1966 a enero de 1967).

## Biografía
Graduado como abogado, fue militante desde su juventud en las filas partidarias en el sector herrerista, y luego en el sector liderado por Daniel Fernández Crespo; desempeñó tareas periodísticas como director en los periódicos El Debate y luego El Nacional. Entre 1935 y 1937 fue Subsecretario del Ministerio de Instrucción Pública y Previsión Social. Luego ocupó el cargo de Secretario de la Cámara de Senadores.
A partir de 1947 fue edil en el departamento de Montevideo, durante tres períodos, hasta que en diciembre de 1956 se incorporó al Senado sustituyendo al fallecido Carmelo González. Fue reelecto en los comicios de 1958, en los que triunfó su partido, ocupando la banca hasta 1963.
En las elecciones de 1962 fue elegido en quinto lugar en la lista triunfadora para integrar el Consejo Nacional de Gobierno entre 1963 y 1967. En ese carácter, al pedir licencia el presidente del cuerpo, Alberto Héber Usher, para ser candidato a presidente de la República en las elecciones de noviembre de 1966, Penadés lo sustituyó entre septiembre de 1966 y enero de 1967. Con posterioridad, se desempeñó como senador durante un período más, hasta 1972.
| Predecesor: Alberto Héber Usher | Presidente del Consejo Nacional de Gobierno 1966-1967 | Sucesor: Alberto Héber Usher |

- Datos: Q8264060